# Désirée Tonnaer
Désirée Tonnaer (Thorn, 24 mei 1955) is een Nederlandse beeldhouwer.

## Leven en werk
Désirée Tonnaer is opgeleid aan de Academie Beeldende Kunsten Maastricht. In 1983 – 1993 was zij als docente aan deze academie verbonden.
Tonnaer wordt geïnspireerd door de natuur: Natura artis magistra - De natuur is de leermeesteres der kunsten. Zij besteedt veel aandacht aan ogenschijnlijk onopvallende details zoals zaaddozen. Haar website vermeldt daarover: Het prille leven dat zich ontwikkelt in de zaaddozen, het ontluiken van groei, het ontvouwen van bladeren en de pracht van de bloem in haar bijzondere rijke schoonheid. Het verouderen, afsterven en verstillen, om opnieuw de groeikracht te laten gedijen. En ondanks onze bekendheid met deze cyclus, aanschouwen wij nog altijd het mysterie van het leven.
Zij woont en werkt in Maastricht.

## Enkele werken in de openbare ruimte
- Wachters (1991), Hof van Zevenbergen, 's-Hertogenbosch
- De stroom van de Maas (1992), Maastricht
- Bloei (1993), Maastricht
- Carnavalsmonument (1993), Helstraat, Sittard-Geleen
- Carnavalsreliëf (1996), Achter de Comedie (La Bonbonnière theater), Maastricht
- Het paringswiel (1997), Geusseltvijver, Maastricht
- Zaaddragers (1997), Maastricht
- Bloem (1999), Nieuw Eyckholt 300, Heerlen
- Phoenix (2002), Maastricht
- Ontkiemende vormen (2004), binnentuin Patio Sevilla, Maastricht
- Ontluikende varens (2006), Spilstraat, Maastricht
- Plantaarnpalen (2006), Spilstraat, Maastricht
- Bloem (2006), Vriezerweg, Tynaarlo
- Zaadje van de esdoorn (2007), De Blomboogerd, Tiel
- Libellen (2014), Geusseltpark, Maastricht
- Filigreine Physalis (2020), tuin La Grande Suisse, Maastricht

## Fotogalerij

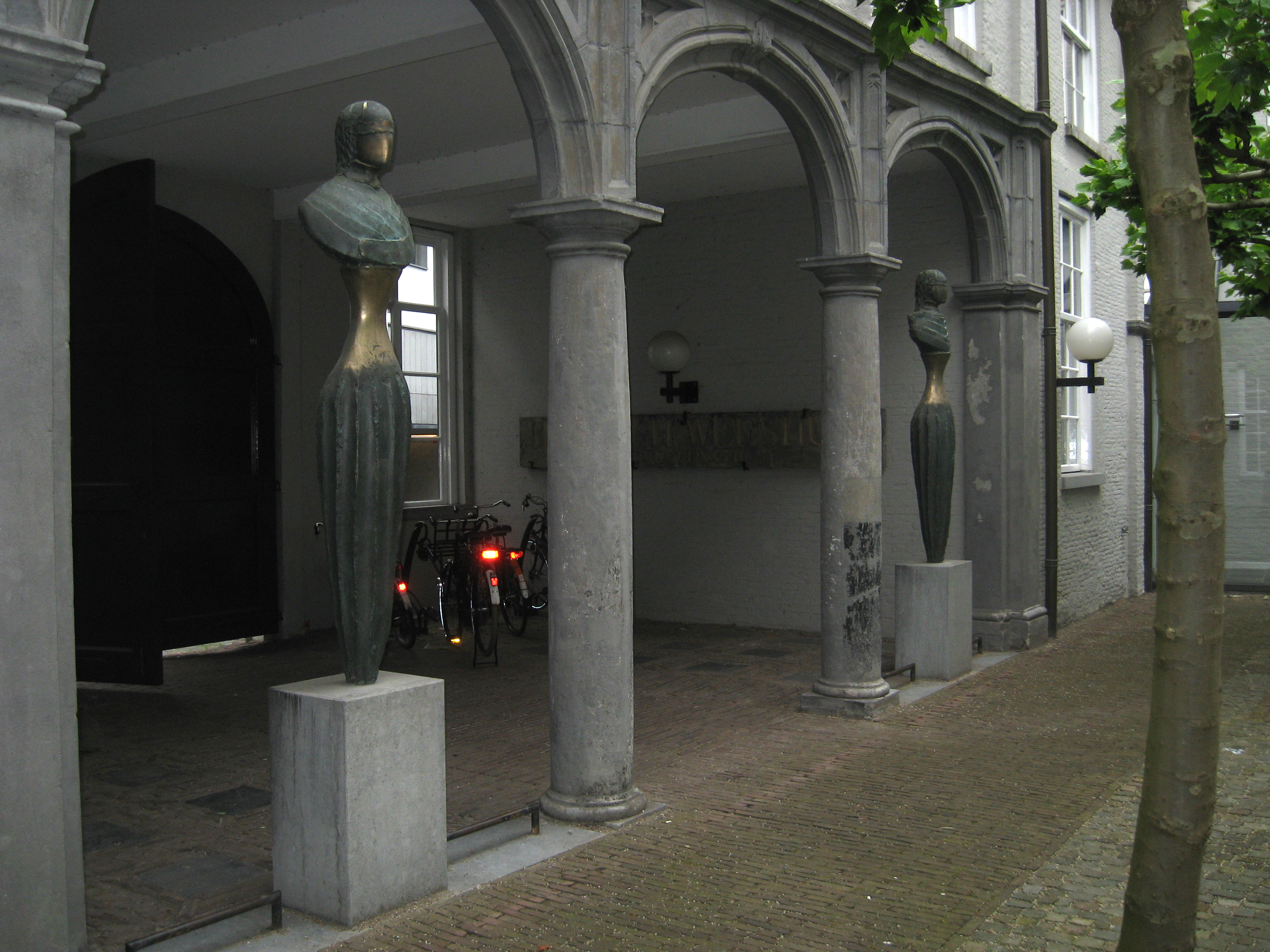
Wachters Hof van Zevenbergen (1991), 's-Hertogenbosch
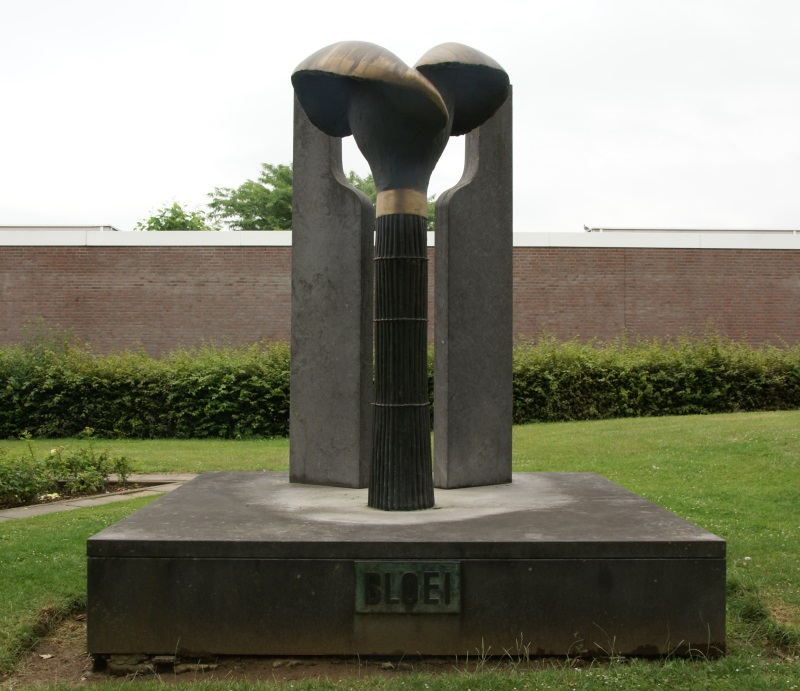
Bloei (1993), Maastricht
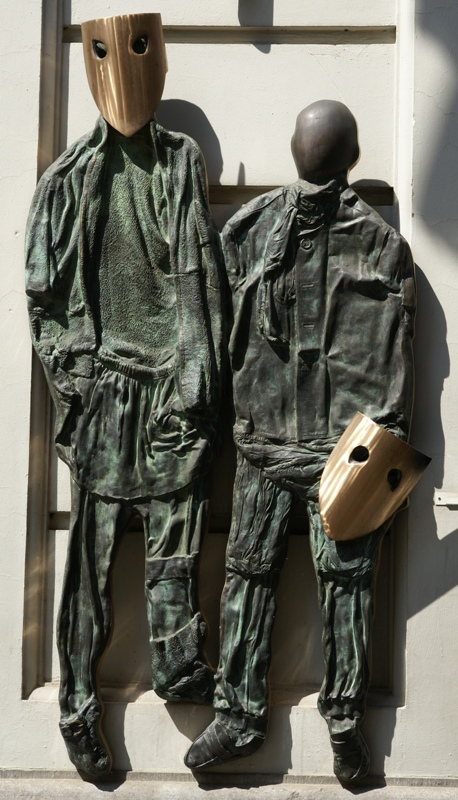
Carnavalsreliëf (1996), Maastricht
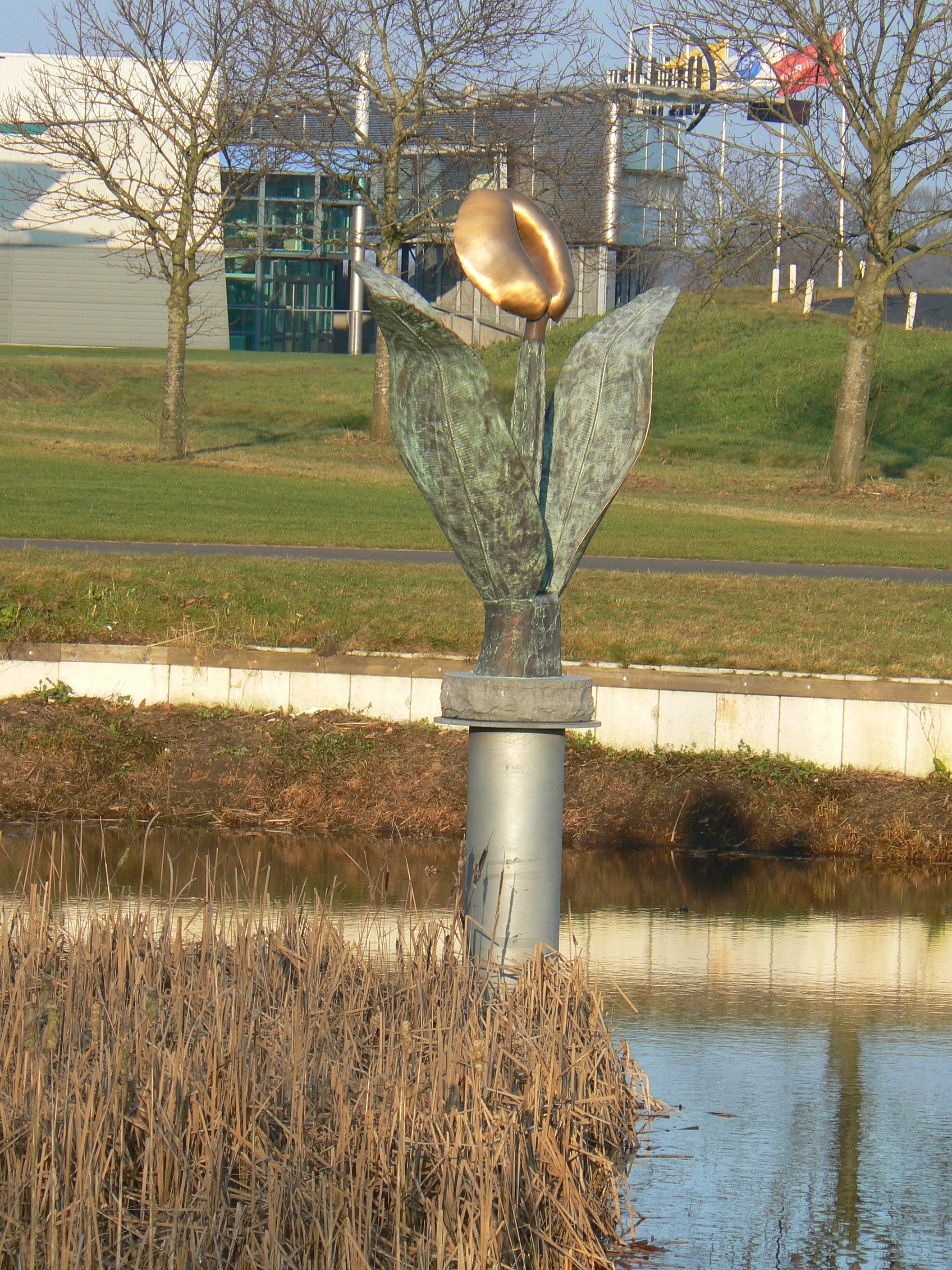
Bloem (2006), Tynaarlo
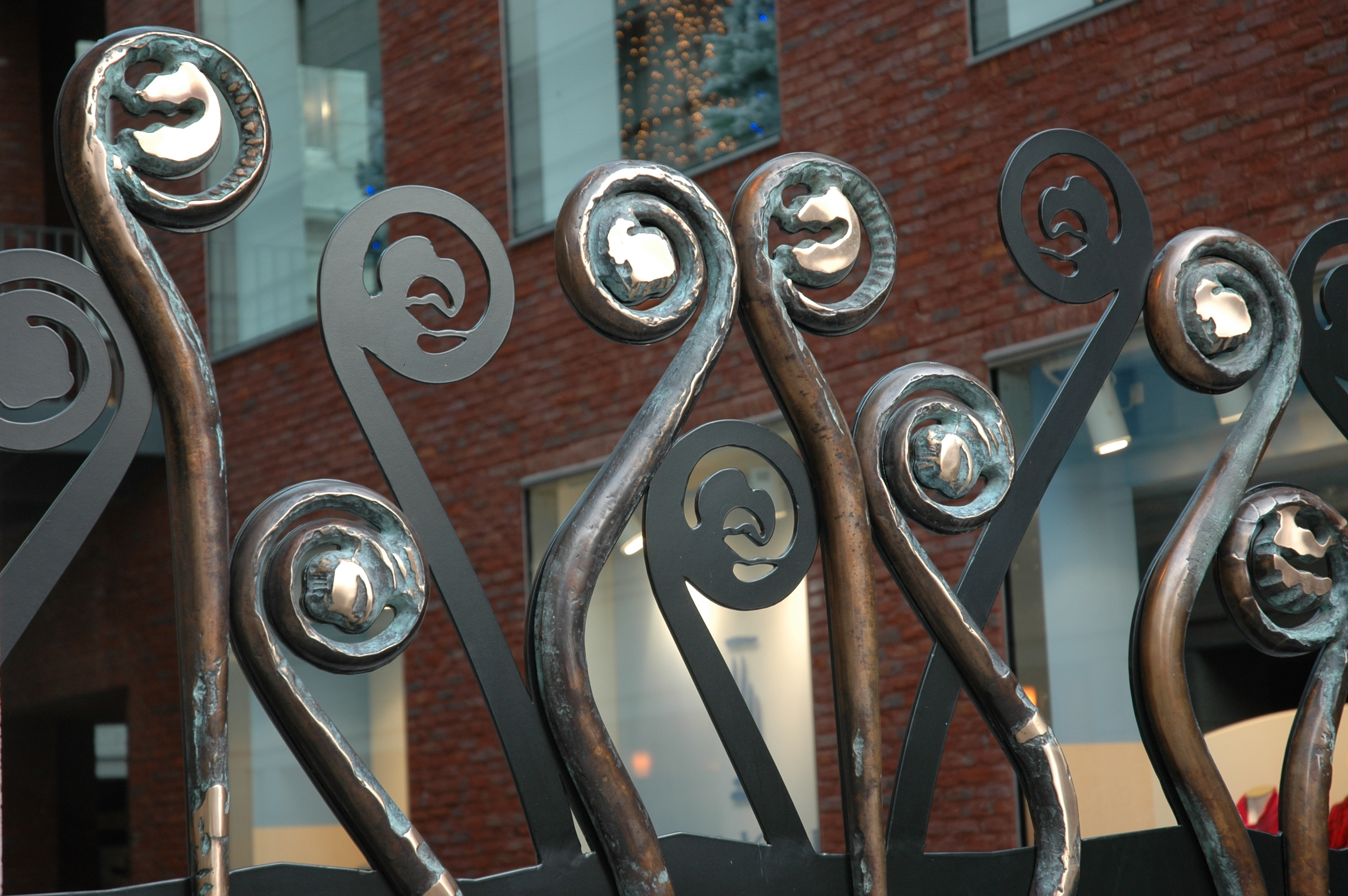
Hekwerken winkelcentrum Entre Deux (2006), Maastricht
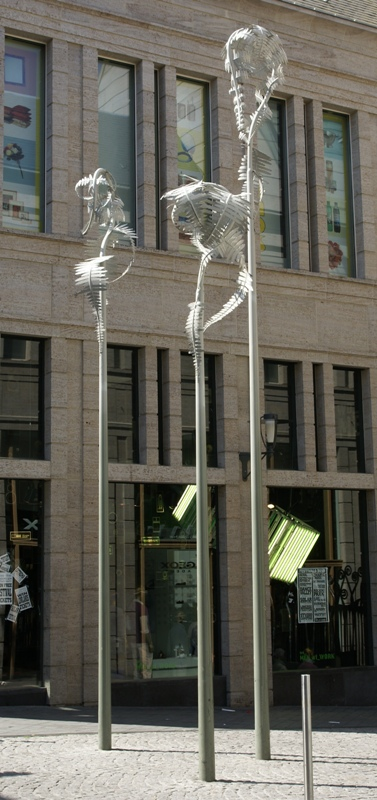
Plantaarnpalen (2006), Maastricht
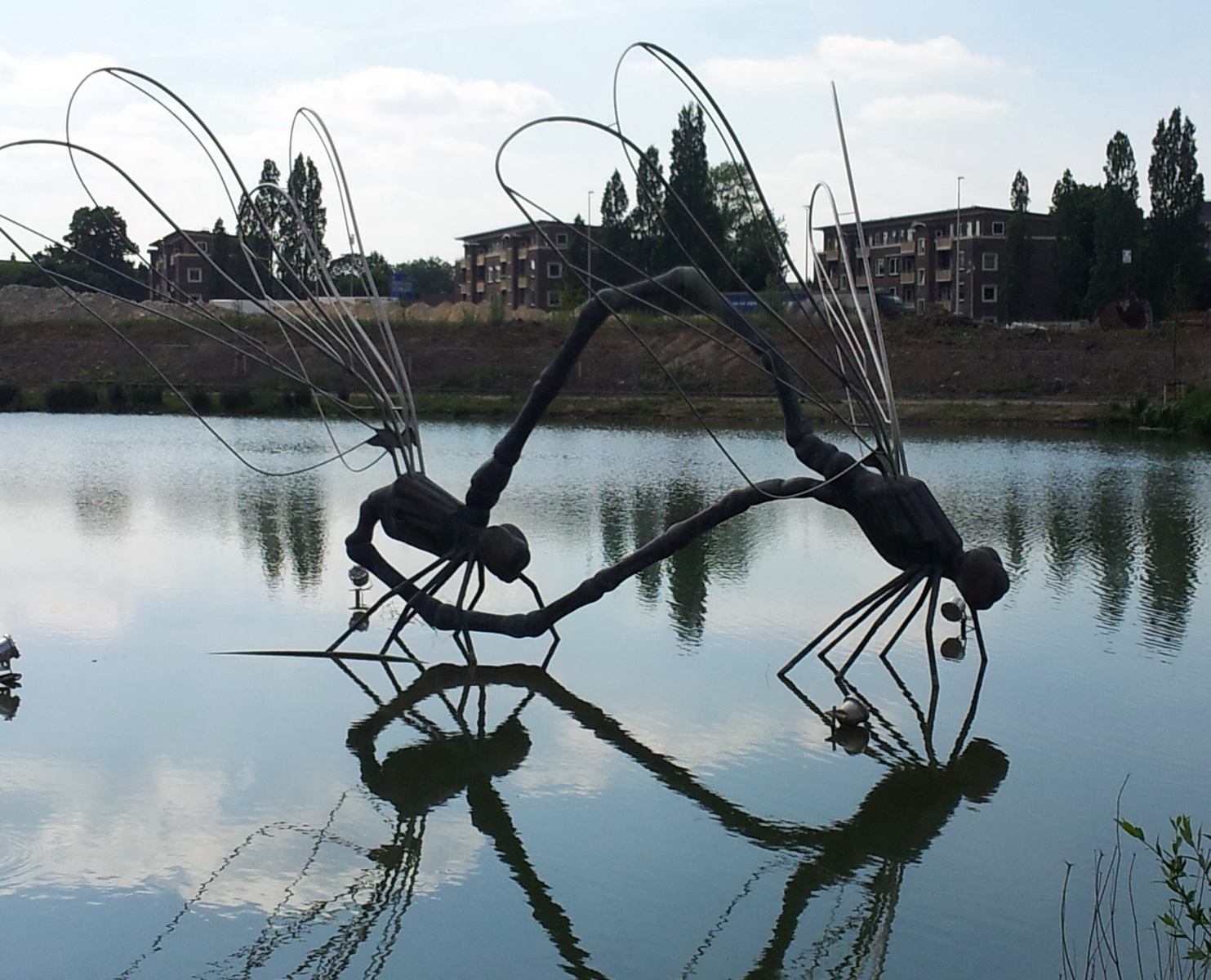
Libellen (2014), Maastricht